# Xavier Mauduit
Pour les articles homonymes, voir Mauduit.
Xavier Mauduit, né le 21 octobre 1974 à Rueil-Malmaison (Hauts-de-Seine), est un historien français. Animateur de radio et de télévision, il est aussi l'auteur d'ouvrages sur le Second Empire.

## Biographie

### Jeunesse et formation
Xavier Mauduit naît le 21 octobre 1974 à Rueil-Malmaison d'une mère et d'un père comptables, originaires du Bocage normand,.
Agrégé d'histoire, il soutient dans cette discipline en 2012 une thèse de doctorat intitulée Le ministère du faste : la Maison du prince-président et la Maison de l'empereur Napoléon III (1848-1870), dirigée par Christophe Charle, et qui obtient le prix Mérimée l'année suivante.

### Carrière
Il a été professeur en lycée à Bernay et Villeneuve-Saint-Georges. Coauteur d'émissions et chroniqueur sur France Inter, il y collabore aux émissions de Philippe Collin Panique au Mangin Palace, Panique au ministère psychique, La Cellule de dégrisement, Les Persifleurs du mal et 5/7 Boulevard. À la rentrée 2011, cette émission prend le nom de Downtown (18 h-19 h).
De janvier 2012 à juillet 2018, le dimanche à 17h, il coanime une émission culturelle et décalée Personne ne bouge !, sur Arte avec Philippe Collin et Frédéric Bonnaud.
De septembre 2013 à juin 2015, il anime avec Philippe Collin l'émission Si l'Amérique m'était contée sur France Inter. À partir du 28 juin 2014, il anime, toujours avec Philippe Collin, une émission quotidienne consacrée à la Coupe du monde de football : Si tu ne vas pas à Rio ....
D'août 2015 à juin 2021, il fait une chronique hebdomadaire d'histoire du sport sur France Inter dans l'émission intitulée L'Œil du tigre. En septembre de la même année, il rejoint l'émission 28 minutes, sur la chaîne de télévision Arte, à laquelle il participe du lundi au jeudi, pour une chronique d'histoire, en lien avec l'actualité.
À partir d'août 2019, il présente quotidiennement, en semaine, Le Cours de l'histoire, sur France Culture.
En janvier 2025, il se voit décerner le Prix Richelieu par l’association Défense de la langue française. Ce prix récompense chaque année un journaliste de la presse écrite ou audiovisuelle qui aura témoigné, par la qualité de son propre langage, de son souci de défendre la langue française.

## Ouvrages
- La Barbe ! La politique sur le fil du rasoir, Paris, Les Belles Lettres, 2014  (ISBN 2251690069).
- L'Homme qui voulait tout : Napoléon, le faste et la propagande, Paris, Autrement, 2015  (ISBN 2746735016).
- La Dictée, une histoire française, avec Laure de Chantal, Paris, Stock, 2016  (ISBN 2234081882).
- Le Ministère du faste. La Maison de l'empereur Napoléon III, Paris, Fayard, 2016  (ISBN 2213701539).
- Flamboyant Second Empire ! Et la France entra dans la modernité..., avec Corinne Ergasse, Paris, Armand Colin, 2016  (ISBN 978-2-200-61681-6).
- La Véritable histoire des impressionnistes, avec Cédric Lemagnent, Paris, Armand Colin, 2017  (ISBN 978-2200618544).
- Crapoussin et Niguedouille, la belle histoire des mots endormis, avec Laure de Chantal, Paris, Stock, 2017  (ISBN 978-2234084315).
- De Mathusalem à Mao Zedong. Quelle histoire !, Paris, Éditions Tallandier, Arte éditions, 2018  (ISBN 979-1021032378).
- L'Art au service du pouvoir : Napoléon Ier - Napoléon III, de Pierre Branda et Xavier Mauduit (dir), Perrin, 2018  (ISBN 978-2262075057).
- Photomatous, photographies de Pierre-Jean Amar, textes et dessins de Xavier Mauduit, Arnaud Bizalion éditeur, 2018  (ISBN 978-2369801597).
- Vidocq, 1775-1857, une vie épique, Bayard, 2018  (ISBN 978-2227494695).
- Notre histoire en couleurs, Les Arènes, 2019  (ISBN 978-2711201877).
- Histoire de Napoléon cuisiné à la sauce Lavisse, sans grumeaux mais avec des gros mots, dont celui de Cambronne, au moins, Armand Colin, 2020  (ISBN 978-2200627157).
- Notre grammaire est sexy : déclaration d'amour à la langue française, avec Laure de Chantal, Paris, Stock, 2021  (ISBN 978-2-234-08757-6)
- Napoléon. Journal de l'exposition, Paris, Réunion des musées nationaux et du Grand Palais des Champs-Élysées, 2021  (ISBN 978-2-7118-7849-9)
- Napoléon III, Paris, Presses universitaires de France, 2023  (ISBN 978-2-13-080073-6).
- Histoire des préjugés, direction avec Jeanne Guérout, Paris, Les Arènes, 2023  (ISBN 979-10-375-0839-3).
- Fou d'histoire, avec des textes de Maylis de Kerangal, Gaël Faye, Delphine Horvilleur, Laurent Gaudé, Jean-Michel Othoniel, Macha Méril, Laurence Equilbey, Christian Guémy, Alice Zeniter, Didier Daeninckx, Paris, Armand Colin, 2024  (ISBN 978-2-200-63910-5).